# Eryopidae
Eryopidae é uma família de temnospôndilos do período Permiano, encontrados na América do Norte e Europa.

## Gêneros
- ?Cheliderpeton
- Chelydosaurus
- Clamorosaurus
- Eryops
- Onchiodon
- Osteophorus
- Syndyodosuchus
- Osteophorus[2]